# Black Tooth Grin
Black Tooth Grin (en español "sonrisa con un diente negro") es el nombre de una bebida alcohólica compuesta por una mezcla de Seagram's 7 Crown, Crown Royal y un poco de Coca Cola.
La bebida se hizo famosa por ser la favorita de los miembros del grupo de groove metal Pantera, la cual era su bebida insignia, consumida por ellos habitualmente en sus conciertos y más que ninguna otra, convirtiéndose en un símbolo del grupo. Fue inventada por el guitarrista de Pantera, Dimebag Darrell.
Le dieron su nombre en honor a la canción Sweating Bullets de Megadeth, en concreto a la frase "Some day you too will know my pain, And smile its blacktooth grin" ("algún día tú también conocerás mi dolor, y sonreirás su sonrisa con un diente negro").
Se sirve en un vaso de 10 onzas (unos 300 ml) sin hielo o mezclada directamente en la boca.
En un principio consumida y conocida por los miembros de Pantera, hoy en día la bebida Black Tooth Grin se ha hecho famosa y habitualmente consumida. Se ha convertido en una bebida de culto, especialmente en los aniversarios de la muerte de Dimebag Darrell y entre los fanes de Pantera.
Dimebag Darrell tenía un tatuaje en la pierna izquierda en honor a la bebida, en el que aparecía un diente y las palabras black tooth grin.